# 建筑结构设计
建筑结构设计是建筑设计工作的一部分，指利用力学原理模拟分析建筑物或者构筑物的承载能力，设计出满足其功能要求的结构形式，并配合建筑、给水排水、暖通空调、电气等专业完成建筑整体的设计。

## 结构设计力学原理
- 理论力学
- 材料力学
- 结构力学
- 弹性力学
- 弹塑性力学
- 塑性力学
- 土力学
- 流体力学

## 结构设计理论方法
- 容许应力法(二十世纪初之前)
- 破损阶段设计法(二十世纪初到第二次世界大战前后)
- 以概率论为基础的极限状态设计法(第二次世界大战至今)

## 结构类型
- 混凝土结构
- 砌体结构
- 钢结构
- 网架、桁架、悬索及膜结构
- 混合结构

## 结构分析软件
- PKPM
- ANSYS
- SAP2000
- 广厦
- MIDAS
- ETABS
- STAAD
- STRAT

## 结构制图软件
- AutoCAD
- 天正
- 理正
- 探索者
- Zwcad

## 资料来源
- 舒勒尔（美）著 罗福午 吴之昕 宋昌永译. . 北京: 清华大学出版社. 2006年12月: 15–173. ISBN 9787302126096 （中文）.
- 许成祥 何培玲. . 北京: 北京大学出版社. 2006年1月: 1–6. ISBN 9787301104491 （中文）.